# 西取手駅

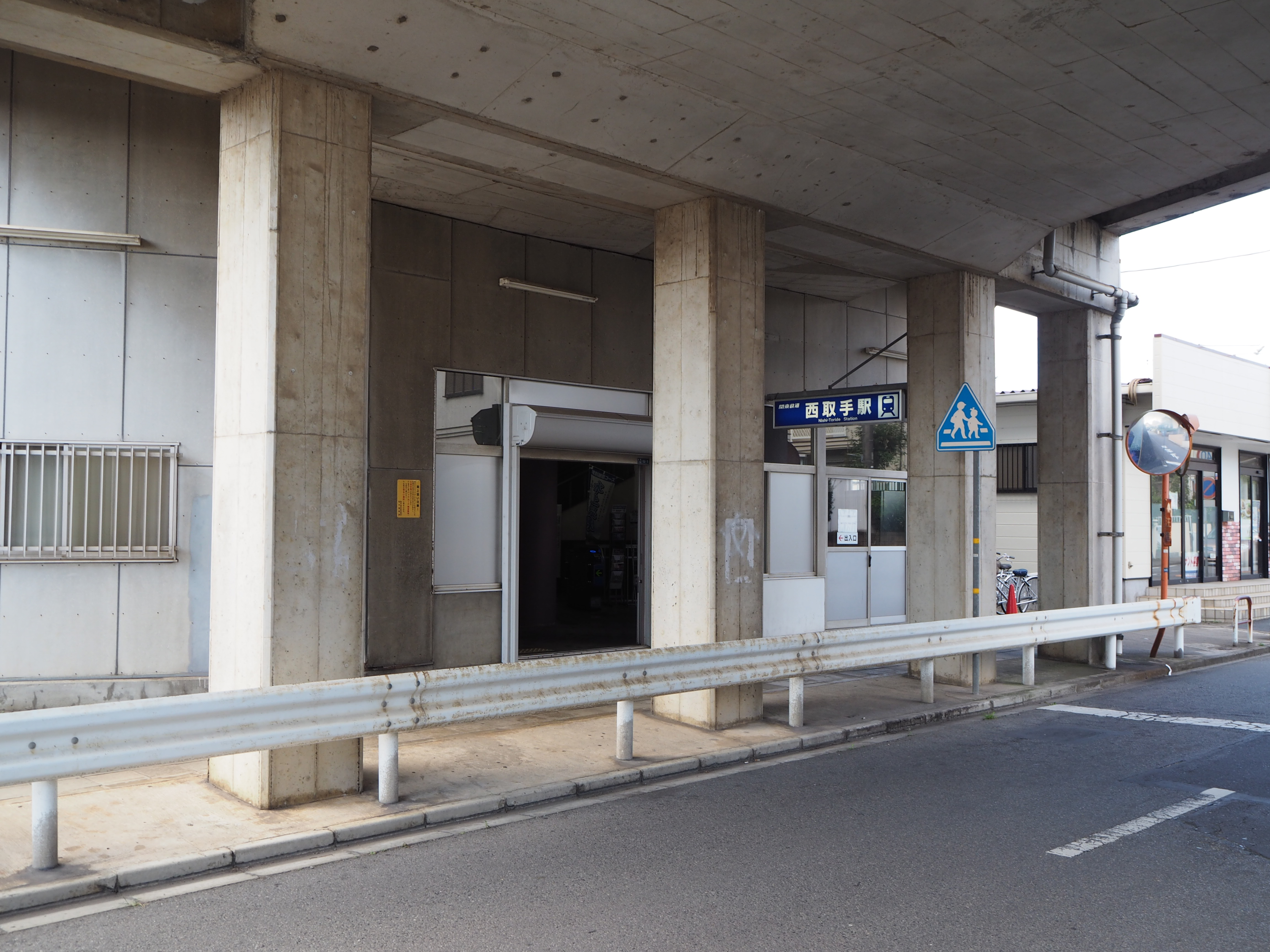
駅入口（2016年9月）

西取手駅（にしとりでえき）は、茨城県取手市本郷一丁目にある、関東鉄道常総線の駅である。

## 歴史
- 1979年（昭和54年）12月1日：開業[2]。
- 2009年（平成21年）3月14日：ICカードPASMO供用開始[3][2]。
- 2010年（平成22年）2月16日：一部時間帯について駅員無配置となる[4]。
- 2013年（平成25年）5月16日：終日、駅員無配置となる[5]。

## 駅構造

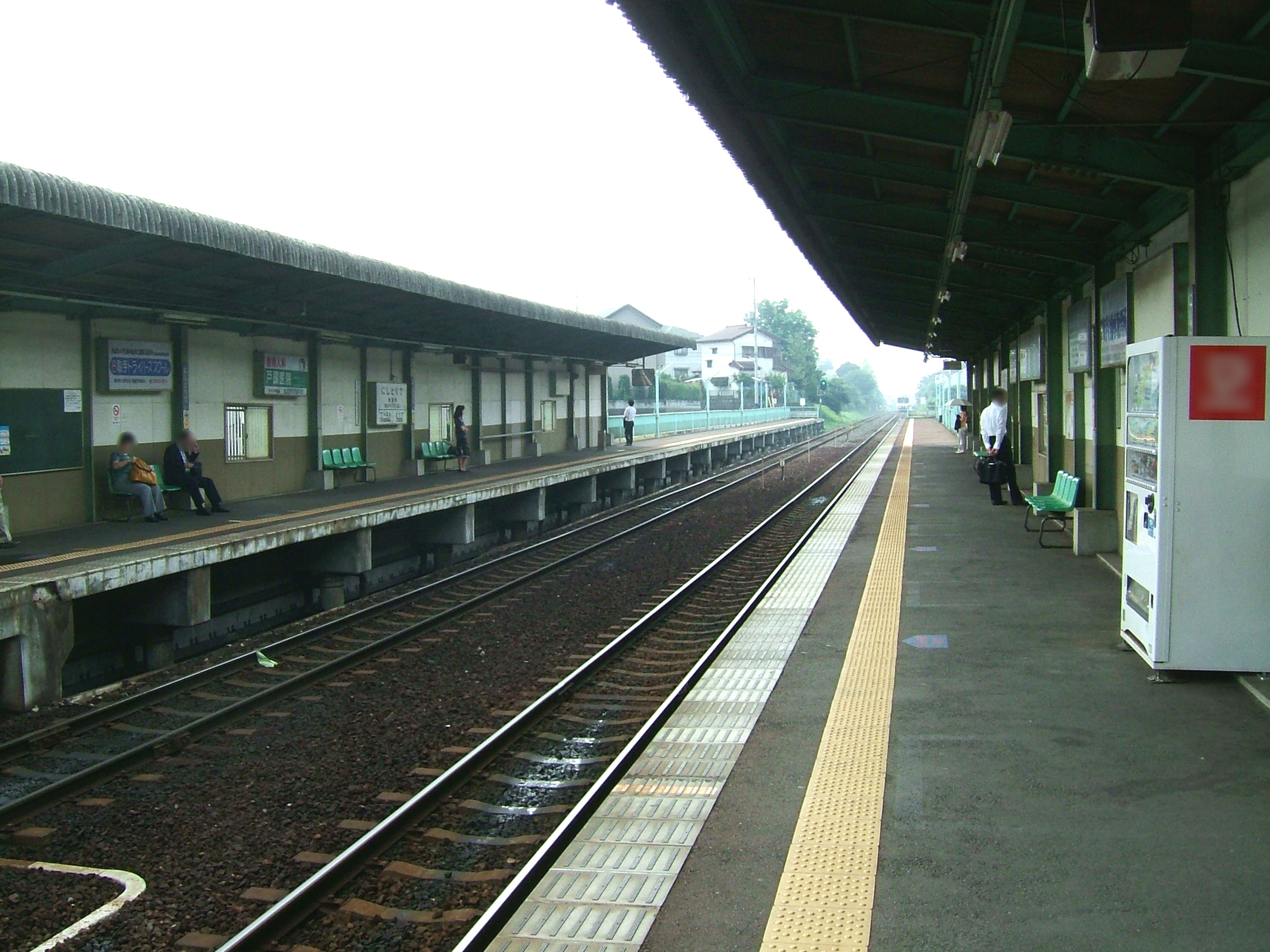
ホーム（2008年7月）

相対式ホーム2面2線を有する高架駅。ただし、取手側の端部はほぼ地面と同一面にある。駅舎は窪地にあり、ホームは窪地をまたぐ形で作られている。また、エレベーターは未設置である。
接近表示機が設置され、列車の接近時に駅舎内で音が鳴るようになった。

### のりば
| 番線 | 路線    | 方向 | 行先                   |
| ---- | ------- | ---- | ---------------------- |
| 1    | ■常総線 | 上り | 取手方面               |
| 2    | ■常総線 | 下り | 守谷・水海道・下館方面 |

## 当駅における運行形態
- 上り（取手方面）
  - 日中は概ね1時間に3本の普通列車（取手行）が停車する[6]。
- 下り（守谷・小絹・水海道・下妻・下館方面）
  - 日中は概ね1時間に3本の普通列車（水海道行、下館行）が停車する。一部列車は、下館行の列車でも水海道駅で乗り換えが必要な列車も設定されていて[注釈 1]、一部時間帯には守谷行と夜間には下妻行の列車も設定されている[6]。

## 利用状況
乗車人員は下表のとおりである。
| 年度   | 1日平均 乗車人員 | 1日平均 乗降人員 |
| ------ | ---------------- | ---------------- |
| 2009年 | 1,104            | 2,296            |
| 2010年 | 1,036            | 2,160            |
| 2011年 | 1,025            | 2,088            |
| 2012年 | 1,055            | 2,169            |
| 2013年 | 1,056            | 2,206            |
| 2014年 | 1,077            | 2,549            |
| 2015年 | 1,176            | 2,502            |
| 2016年 | 1,201            | 2,543            |
| 2017年 | 1,171            | 2,480            |
| 2018年 | 1,188            | 2,498            |
| 2019年 |                  | 2,535            |
| 2020年 |                  |                  |
| 2021年 |                  |                  |
| 2022年 |                  | 2,236            |

## 駅周辺
当駅は関鉄ニュータウン内にある。基本的に住宅地であるが、駅近辺には数軒の商店や、スーパーマーケットなどが並ぶ。
- 取手市寺原公民館
- 専修学校つくば総合高等学園
- 取手市立寺原小学校
- 取手市立白山保育所・地域子育て支援センター
- 取手白山郵便局
- キヤノン取手事業所
- 京成タクシー北相本社
- フレッシュスーパー ママ
- 東漸寺
- JAとりで総合医療センター
- 取手警察署

## バス路線
駅北側に下記路線の「西取手駅前」バス停がある。
| 乗場 | 系統          | 主要経由地                                         | 行先                     | 運行会社                           |
| ---- | ------------- | -------------------------------------------------- | ------------------------ | ---------------------------------- |
|      | [4]北部ルート | 寺原公民館前                                       | JAとりで総合医療センター | 取手市コミュニティバス（ことバス） |
|      | [4]北部ルート | 取手市役所・新取手駅・さくら荘・山王局前・藤代庁舎 | 藤代駅北口               | 取手市コミュニティバス（ことバス） |

## 隣の駅
関東鉄道
■常総線
■快速・■普通
取手駅 - 西取手駅 - 寺原駅

### 記事本文